# Llanelli Town Association Football Club
El Llanelli Town Association Football Club és un club de futbol gal·lès de la ciutat de Llanelli.

## Història
El club va néixer l'any 1896 amb el nom Llanelli Association Football Club. Fou un dels membres fundadors de la Welsh Premier League on jugà entre 1992 i 2013. Durant aquests anys el club ha guanyat una lliga i una copa. També ha participat cinc cops a la Copa UEFA/UEFA Europa League, una a la Copa Intertoto i una a la UEFA Champions League.
El club es va dissoldre el 22 d'abril de 2013. El mateix any es fundà el Llanelli Town AFC com a continuador.

## Palmarès
- Lliga gal·lesa de futbol: 
  - 2007-08
- Copa gal·lesa de futbol: 
  - 2010-11
- Copa de la Lliga gal·lesa de futbol: 
  - 2007-08
- Welsh League Division 1:
  - 1913-14, 1929-30, 1932-33, 1970-71, 1976-77, 1977-78, 2003-04
- Welsh League Division 2 West:
  - 1957-58
- Welsh League Division 3:
  - 2014-2015
- Welsh League Cup:
  - 1929-30, 1931-32, 1974-75
- West Wales Senior Cup:
  - 1930-31, 1947-48, 1950-51, 1952-53, 1962-63 (compartit amb Swansea Town), 1963-64, 1967-68, 1970-71, 1976-77, 1999-00, 2008-09